# Chinchalakatti, Badami
Chinchalakatti là một làng thuộc tehsil Badami, huyện Bagalkot, bang Karnataka, Ấn Độ.